# Albert Meyer (Politiker, 1926)
Albert Meyer (* 31. März 1926 in Schweinfurt; † 26. November 2020) war ein deutscher Jurist, Verwaltungsbeamter und Politiker (CSU). Er war von 1966 bis 1998 Mitglied des Bayerischen Landtages und wirkte von 1974 bis 1993 als Staatssekretär im bayerischen Staatsministerium der Finanzen.

## Leben und Beruf
Meyer wurde als Sohn eines praktischen Arztes in Schweinfurt am Main in Unterfranken geboren. Nach dem Besuch der Volksschule und des Gymnasiums in Schweinfurt wurde er 1943 zunächst Luftwaffenhelfer, leistete dann Reichsarbeitsdienst und nahm schließlich bis 1945 als Soldat am Zweiten Weltkrieg teil, zuletzt als Unteroffizier. 1946 begann er ein Studium der Volkswirtschaft und der Rechtswissenschaften an der Universität Erlangen, das er nach dem 1949 erfolgten ersten 1954 mit dem zweiten juristischen Staatsexamen, der Großen juristische Staatsprüfung beendete. Ein Jahr später trat er als Finanzassessor in die bayerische Finanzverwaltung ein. Von 1963 bis 1970 war er als Regierungsdirektor Vorsteher des Finanzamtes in Zeil am Main. Er lebte unter anderem in Haßfurt.

## Partei
Meyer trat 1956 in die CSU ein, schloss sich der Jungen Union (JU) an und war von 1961 bis 1966 Bezirksvorsitzender der JU Unterfranken. Von 1967 bis 1971 fungierte er als Vorsitzender des CSU-Kreisverbandes Haßfurt, von 1971 bis 1993 als Vorsitzender des CSU-Bezirksverbandes Unterfranken.

## Abgeordneter
Meyer war von 1966 bis 1998 Mitglied des Bayerischen Landtages und dort von 1972 bis 1974 stellvertretender Vorsitzender der CSU-Fraktion.

## Öffentliche Ämter
Meyer amtierte vom 12. November 1974 bis zum 17. Juni 1993 als Staatssekretär im Staatsministerium der Finanzen in den von den Ministerpräsidenten Alfons Goppel, Franz Josef Strauß und Max Streibl geführten Regierungen des Freistaates Bayern.

## Ehrungen
- Ehrendoktorwürde, Dr. h. c.
- Bayerische Verfassungsmedaille in Gold
- Bayerischer Verdienstorden
- 1977: Bundesverdienstkreuz 1. Klasse
- Großes Bundesverdienstkreuz (1981) mit Stern (1986) und Schulterband
- Ehrenbürger der Stadt Haßfurt